# Maximilian Kolbe

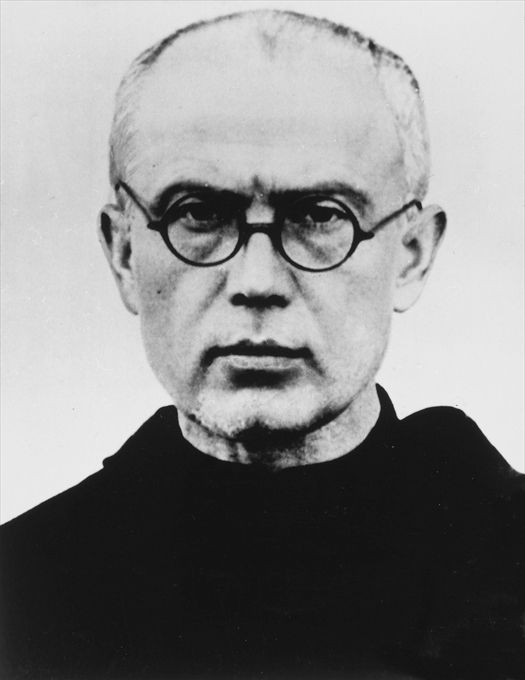
Maximilian Kolbe, 1939

Maximilian Maria Kolbe OFMConv (polnisch Maksymilian, gebürtig Rajmund Kolbe; * 26. Dezember 1893jul. / 7. Januar 1894greg. oder 27. Dezember 1893jul. / 8. Januar 1894greg. in Zduńska Wola, Generalgouvernement Warschau, Russisches Kaiserreich; † 14. August 1941 im Stammlager des KZ Auschwitz) war ein polnischer katholischer Priester und Mitglied des Minoritenordens, Verleger und Publizist.
In der Zwischenkriegszeit betrieb Pater Maximilian eine rege Missionsarbeit, die unter der deutschen Besetzung Polens unterbunden wurde. 1941 wurde er verhaftet und nach Auschwitz deportiert, wo er für einen Mithäftling in den Hungerbunker ging und dort ermordet wurde. 
Papst Johannes Paul II. sprach ihn am 10. Oktober 1982 heilig. Er wird von der katholischen Kirche als Heiliger und Märtyrer verehrt. Auch der evangelisch-lutherischen Kirche in Amerika und der anglikanischen Kirche gilt er als denkwürdiger Glaubenszeuge. Sein Gedenktag in der Liturgie ist der 14. August.

## Leben

### Herkunft und Jugend
Rajmund Kolbe wuchs in einer Arbeiterfamilie auf, er war der Sohn des deutschstämmigen Webers Julius Kolbe und dessen Ehefrau Maria, geborene Dąbrowska. Er hatte vier Geschwister, von denen zwei an Tuberkulose starben. Der Vater arbeitete erst als Fabrikarbeiter in Łódź und ab 1897 in Pabianice. Danach führte er eine Buchhandlung mit religiöser Literatur. 1914 trat Julius Kolbe in die polnische Legion Piłsudskis ein, kämpfte mit Unterstützung der Mittelmächte gegen die russischen Besatzer im ehemaligen Kongresspolen und wurde dafür hingerichtet. Auch Rajmunds Brüder Joseph und Franz waren aktive Mitglieder einer polnischen Geheimorganisation zur Befreiung Polens von der zaristischen russischen Herrschaft. Zwischenzeitlich spielte Kolbe mit dem Gedanken, ebenfalls Soldat zu werden. Die Mutter führte einen kleinen Laden und arbeitete gleichzeitig als Hebamme. Nach dem Tod ihres Mannes wurde sie Benediktinerin.
Rajmund Kolbe, bei dem früh eine Begabung für Naturwissenschaften festgestellt wurde, war in seiner Jugendzeit sehr an der Physik interessiert. Tief geprägt von einer Marienerscheinung im Kindesalter, trat er am 4. September 1910 in den Orden der Franziskaner-Minoriten ein, wo er den Ordensnamen Maximilian erhielt, dem er bei seinen Ewigen Gelübden 1914 den Namen Maria hinzufügte. Auch sein Bruder Franz trat dort ins Noviziat ein, verließ den Orden einige Zeit später jedoch. Am 28. April 1918 wurde Maximilian Kolbe von Kardinal Basilio Pompilj in der Kirche Sant’Andrea della Valle in Rom zum Priester geweiht. Am nächsten Tag feierte er in der römischen Kirche Sant’Andrea delle Fratte am Altar der Jungfrau Maria seine erste heilige Messe.

### Arbeit und Wirken

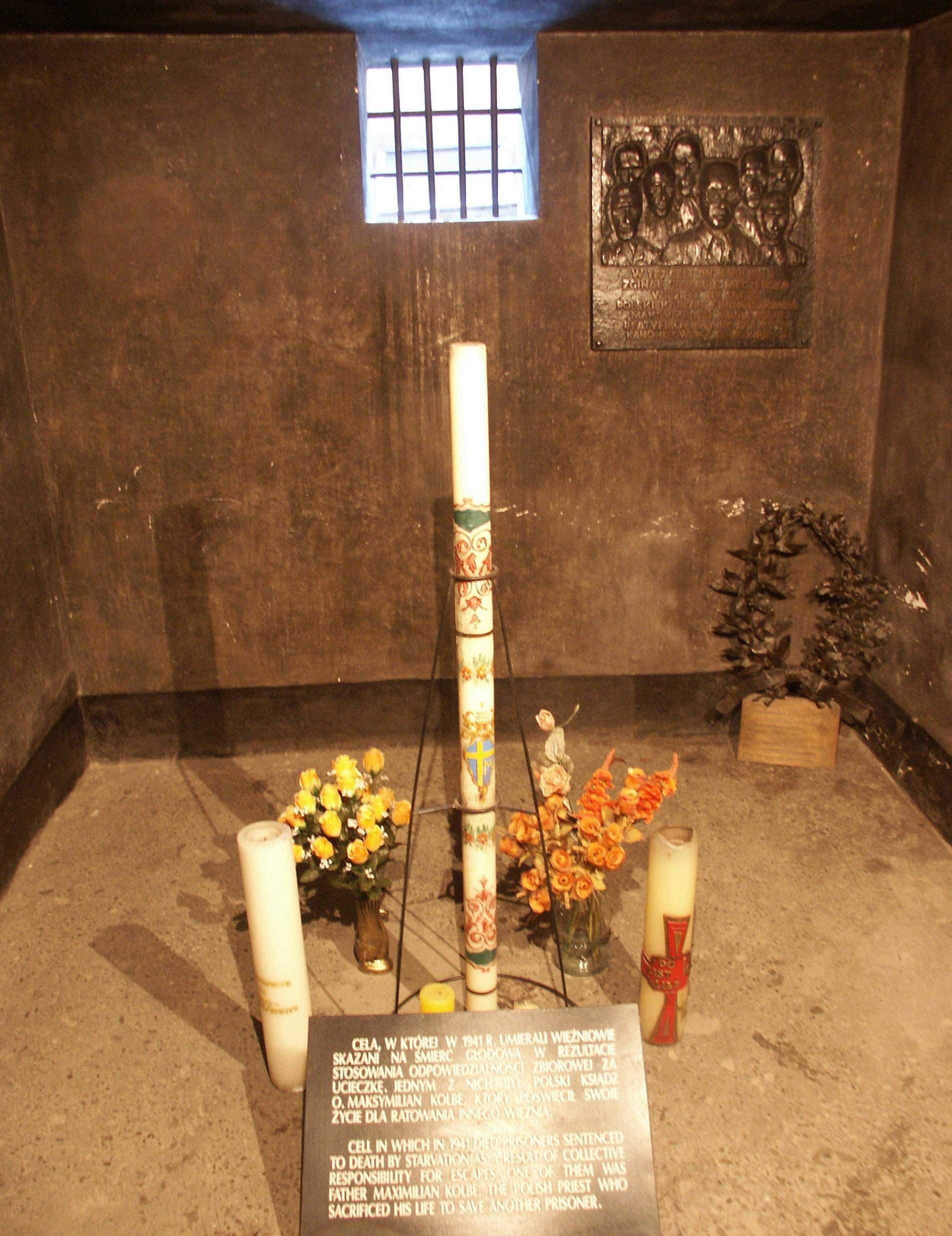
Kerze in der Todeszelle Maximilian Kolbes, ein Geschenk von Papst Johannes Paul II. (2004)

Pater Kolbe gründete zusammen mit anderen Minoriten 1917 die katholische Organisation Militia Immaculatae („Ritterschaft der Unbefleckten“), die nach dem Ende des Ersten Weltkrieges ein eigenes Missionszentrum erbaute: Niepokalanów in der Nähe von Warschau. Die Militia Immaculatae widmete sich vornehmlich der Jugend und der Pressearbeit und war durch eine starke Marienverehrung gekennzeichnet. In Niepokalanów entstand ein katholisches Pressehaus, das heute noch besteht. Im Jahr 1930 fuhr Maximilian Kolbe auf einer Missionsreise nach Japan, wo er weitere Verlage, Missionsstationen und mehrere klösterliche Gemeinschaften gründete. Zu seiner Missionstätigkeit nutzte er auch den Funk; von Niepokalanów fand Funkaktivität unter dem Amateurfunkrufzeichen SP3RN statt. Nach seiner Rückkehr aus Japan im Jahr 1936 baute Kolbe Niepokalanów weiter aus. Nach dem deutschen Überfall auf Polen wurde die Stadt besetzt.

### Positionen
Kolbe war nicht nur überzeugter Katholik und betätigte sich im Widerstand gegen den Nationalsozialismus, sondern auch ein erklärter Antikommunist sowie Gegner des Zionismus und der Freimaurer, die er für „eine organisierte Clique fanatischer Juden, die die Kirche zerstören wollen“, hielt. Er bezeichnete die Freimaurerei als „verbrecherische Mafia“ und den internationalen Zionismus als „die Hand, welche all das auf ein klares Ziel lenkt“, weshalb ihm von Kritikern bis in die Gegenwart Judenfeindlichkeit vorgeworfen wird. Als Leiter des Pressehauses verantwortete er auch antisemitische Artikel in der Tageszeitung Mały Dziennik und in der von ihm 1922 gegründeten Monatszeitung Rycerz Niepokalanej.
So behauptete er, die Juden versuchten, durch eine jüdisch-freimaurerische Verschwörung Kontrolle über die Welt zu erlangen, und deshalb sollten die Juden aus Polen entfernt werden.
Diese Vorwürfe des Antisemitismus wurden jedoch von Holocaust-Forschern wie Daniel L. Schlafly Jr. und Warren Green sowie anderen zurückgewiesen. Mehrere Autoren wiesen darauf hin, dass die ‚Judenfrage‘ in Kolbes Denken und Werk nur eine sehr untergeordnete Rolle spielte. Nur einunddreißig von über 14.000 seiner Briefe beziehen sich auf das jüdische Volk oder das Judentum, und die meisten drücken einen missionarischen Eifer und Sorge um ihr geistliches Wohl aus.
Der Historiker Ronald Modras kommt zum Schluss, dass der Redakteur Kolbe ein typischer Vertreter des katholischen Mainstream-Antisemitismus war.
Während des Zweiten Weltkriegs bot Kolbes Kloster in Niepokalanów jüdischen Flüchtlingen Schutz. Laut dem Zeugnis eines Einheimischen: „Als Juden zu mir kamen und um ein Stück Brot baten, fragte ich Pater Maximilian, ob ich es ihnen mit gutem Gewissen geben könne, und er antwortete mir: ‚Ja, es ist notwendig, dies zu tun, weil alle Menschen unsere Brüder sind.‘“

### Verhaftungen und Hinrichtung
Im Dezember 1939 wurde Pater Kolbe mit vierzig Ordensbrüdern von der Gestapo verhaftet, aber bald auf freien Fuß gesetzt. Am 14. Februar 1941 wurde er erneut festgenommen. Hauptgrund war, dass er in Niepokalanów 2300 Juden und dazu anderen, polnischen und ukrainischen griechisch-katholischen Flüchtlingen Zuflucht gewährt hatte.
Er wurde in das Warschauer Zentralgefängnis Pawiak gebracht und im Mai desselben Jahres in das Konzentrationslager Auschwitz verlegt, wo er weiter als Priester und Seelsorger im Geheimen wirkte. Am 29. Juli 1941 wurden Männer als Vergeltungsmaßnahme für die nur vermutete Flucht eines anderen Häftlings, dessen Leiche später gefunden wurde, zur Ermordung aussortiert. Als einer der Männer, Franciszek Gajowniczek, der eine Frau und zwei Söhne hatte, in lautes Wehklagen um sich und seine Familie ausbrach, bat Pater Kolbe den Führer des Häftlingslagers Karl Fritzsch darum, den Platz von Gajowniczek einnehmen zu dürfen, und wurde am 31. Juli 1941 in den berüchtigten „Hungerbunker“ des Blocks 11 gesperrt. Dort betete er mit seinen Leidensgenossen und tröstete sie. Am 14. August wurden Pater Kolbe und drei andere Verurteilte, die noch nicht verhungert waren, durch Phenolspritzen, die der Funktionshäftling Hans Bock injizierte, umgebracht und im Krematorium verbrannt. Gajowniczek überlebte das Konzentrationslager und starb 1995.

## Bedeutung und Fortwirken

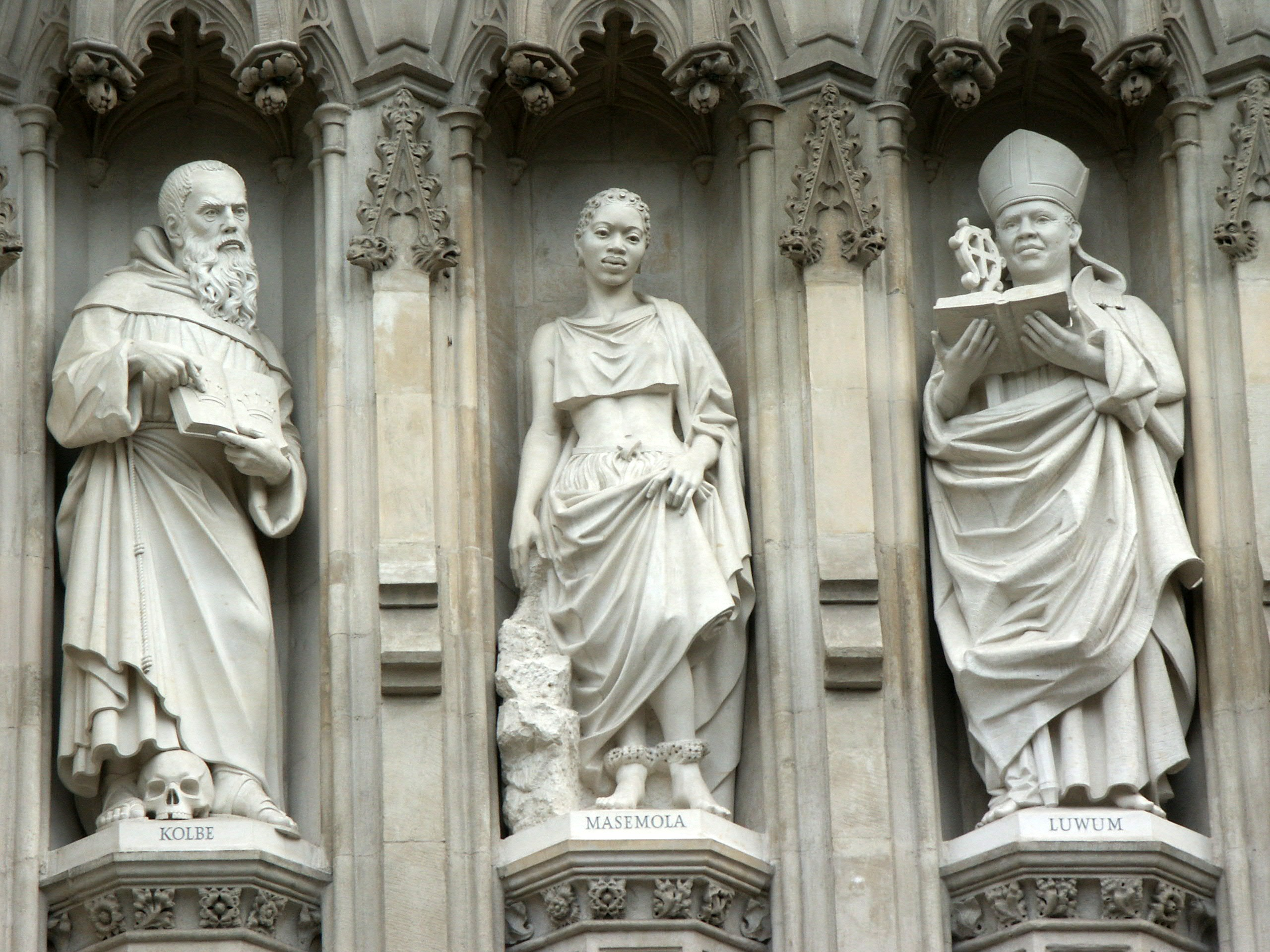
Statue Maximilian Kolbes (links) am Großen Westportal von Westminster Abbey

Sondermarke Polens anlässlich der Heiligsprechung Maximilian Kolbes 1982

Bereits Mitte 1948 hatten die Bemühungen zur Einleitung von Kolbes Seligsprechungsprozesses begonnen. 1971 wurde Pater Kolbe von Papst Paul VI. seliggesprochen und 1982 von Papst Johannes Paul II. als Märtyrer heiliggesprochen. Bei beiden Feiern war Franciszek Gajowniczek anwesend. Der liturgische Gedenktag Maximilian Kolbes in der katholischen und der anglikanischen Kirche sowie der in der evangelisch-lutherischen Kirche in Amerika ist der 14. August.
Eine besondere Ehrung Kolbes ist seine Aufnahme als Märtyrer des 20. Jahrhunderts am Westportal der Westminster Abbey in London. Die Statuen wurden 1998 von Königin Elisabeth II. eingeweiht. Der Haupteingang befindet sich an der Westseite. Das Portal wird von Darstellungen der vier christlichen Tugenden Wahrheit, Gerechtigkeit, Barmherzigkeit, Friede sowie von zehn Märtyrern des 20. Jahrhunderts gerahmt.
Am 7. September 1979 besuchte Papst Johannes Paul II., am 28. Mai 2006 Papst Benedikt XVI. und am 29. Juli 2016 Papst Franziskus die Todeszelle Pater Kolbes in Auschwitz. Maximilian Kolbe ist Schutzpatron der Journalisten und Funkamateure (er selbst war Funkamateur mit dem Amateurfunkrufzeichen SP3RN) sowie Patron der Internationalen katholischen Esperanto-Vereinigung sowie Namenspatron der Komturei Pater Maximilian Kolbe Frankfurt des Ritterordens vom Heiligen Grab zu Jerusalem. Zahlreiche Kirchen und Schulen (zum Beispiel die Maximilian-Kolbe-Schule in Neumarkt in der Oberpfalz oder die Maximilian-Kolbe-Schule in Rottweil) sind seinem Patrozinium unterstellt. Das Maximilian-Kolbe-Haus in Danzig, eine deutsch-polnische Jugendbegegnungsstätte, ist ebenfalls nach ihm benannt. In Berlin-Gatow erinnert seit 1980 die Maximilian-Kolbe-Straße an ihn.
Die Militia Immaculatae wurde am 6. Mai 2000 in Polen im Geist und gemäß dem Wortlaut seiner ursprünglichen Statuten wiedererweckt. Die traditionelle MI wurde mittlerweile in zahlreichen Ländern gegründet und zählt über 120.000 Mitglieder (Stand 2022).
Rolf Hochhuth widmete sein Drama Der Stellvertreter Maximilian Kolbe, dem Auschwitz-Häftling Nr. 16670. Die an Maximilian Kolbe und den Berliner Dompropst Bernhard Lichtenberg angelehnte Figur Riccardo Fontana trägt im Stück die gleiche Häftlingsnummer. Im dritten Aufzug des fünften Akts berichtet Jacobson vom Tod Kolbes im Bunker.
Im Jahr 2018 wurde in einem Seitenaltar der Basilika San Francesco von Ravenna, Italien, eine lebensgroße, betont realistisch gestaltete Statue Kolbes aufgestellt, die ihn in der Kutte eines Franziskaner-Paters zeigt.

### Verfilmungen
- 1991: Leben für Leben – Maximilian Kolbe, deutsch-polnische Filmbiografie von Krzysztof Zanussi

### Maximilian-Kolbe-Werk
Das Maximilian-Kolbe-Werk ist ein eingetragener Verein, der aus der Begegnung einer Gruppe von Christen der deutschen Sektion von Pax Christi mit ehemaligen Häftlingen 1964 in Auschwitz hervorging. Offizielle Gesten der Wiedergutmachung, partielle Entschädigung oder andere Leistungen von Seiten der Bundesregierung waren damals nicht in Sicht. Hauptgedanke dieser Gruppe war der Ausdruck von Sympathie und Solidarität mit den Opfern der deutschen Konzentrationslager. Trotz der schlechten politischen Beziehungen zwischen Westdeutschland und der Volksrepublik Polen, vor allem zu den Themen Vertreibung, Heimatvertriebene und Kommunismus, entstand daraus 1973 das Maximilian-Kolbe-Werk durch einen gemeinsamen Beschluss des Zentralkomitees der deutschen Katholiken und 13 weiterer katholischer Verbände.
Pater Maximilian Kolbe war in Polen schon damals sehr bekannt und verehrt. Auf deutscher Seite war Alfons Erb, der damalige Vizepräsident von Pax Christi, besonders aktiv. Die Verständigung mit und Unterstützung von ehemaligen KZ- und Ghetto-Häftlingen aus der damaligen Volksrepublik Polen und anderen Ländern erfolgt unabhängig von ihrer Religion, Konfession oder politischer Weltanschauung. Das Werk wollte auch zur Versöhnung der Völker beitragen. Das weitgehend von privaten Spenden getragene Werk konnte seit seiner Gründung bis 2013 über 70 Millionen Euro in verschiedenen Bereichen einsetzen.

### Maximilian-Kolbe-Stiftung
Die Maximilian-Kolbe-Stiftung wurde 2007 mit Zustimmung der Deutschen und der Polnischen Bischofskonferenz von der Mitgliederversammlung des Maximilian-Kolbe-Werks gegründet. Die international zusammengesetzte Stiftung hat sich zum Ziel gesetzt, konkrete Beiträge zur Weiterentwicklung und Förderung der Versöhnungsarbeit in Europa zu leisten. Die Deutsche Bischofskonferenz hat dafür die nicht verwendeten Mittel aus der Entschädigung der Zwangsarbeiter in kirchlichen Einrichtungen im Zweiten Weltkrieg zur Verfügung gestellt. Die Polnische Bischofskonferenz hat sich die gemeinsame Herausforderung unterstreichend ebenfalls mit einem namhaften finanziellen Beitrag an der Stiftungsgründung beteiligt.

### Verlag Hl. Pater Maximilian Kolbe
Die Katholische Pfadfinderschaft Europas betrieb in den 1990er Jahren in Langen einen Verlag, der dem Patrozinium des hl. Maximilian unterstellt wurde. An seine Stelle trat in den 2000er Jahren der SJM-Verlag, der seit 2004 in Neusäß ansässig ist. Er wird von der Ordensgemeinschaft der Diener Jesu und Mariens betrieben.

## Belege
1. ↑  G. Fussenegger: Kolbe, Maximilian. In: Josef Höfer, Karl Rahner (Hrsg.): Lexikon für Theologie und Kirche. 2. Auflage. Band 6. Herder, Freiburg im Breisgau 1961, Sp. 370.
2. ↑  Christof Dahm: Kolbe, Maximilian Maria (Ordensname), Rajmund (Taufname). In: Biographisch-Bibliographisches Kirchenlexikon (BBKL). Band 4, Bautz, Herzberg 1992, ISBN 3-88309-038-7, Sp. 327–331 (Artikel/Artikelanfang im Internet-Archive).
3. ↑  Strzelecka: Maksymilian M. Kolbe. Für andere leben und sterben, S. 6.
4. ↑  Strzelecka: Maksymilian M. Kolbe. Für andere leben und sterben, S. 7.
5. ↑  Strzelecka: Maksymilian M. Kolbe. Für andere leben und sterben, S. 7f.
6. ↑  Saint Maximilian Kolbe Radio Net. Abgerufen am 30. Oktober 2020.
7. ↑  Stichtag: 14. August 1941 – Maximilian Kolbe stirbt im KZ Auschwitz. WDR 2 14. August 2016, 9:40 Uhr
8. ↑  Götz Aly: Europa gegen die Juden 1880–1945. Fischer, Frankfurt am Main 2017, S. 261 f.
9. ↑  Trond Berg Eriksen, Hakon Harket, Einhart Lorenz: Judenhass. Vandenhoeck & Ruprecht, Göttingen 2019, ISBN 978-3-525-36743-8, S. 431.
10. 1 2  Scholars Reject Charge St. Maximilian Was Anti-semitic. In: Jewish Telegraphic Agency. 20. März 2015, abgerufen am 1. Oktober 2024 (amerikanisches Englisch).
11. ↑  Was St. Maximilian Kolbe an Anti-Semite? | EWTN. Abgerufen am 1. Oktober 2024 (englisch).
12. ↑  Ronald Modras: The Catholic Church and Antisemitism. Poland 1933–1939. Amsterdam 2000, S. 398.
13. ↑  Becky Ready. 8. April 2005, abgerufen am 1. Oktober 2024.
14. ↑  Auschwitzer Opfer im Seligsprechungsprozeß. In: Linzer Volksblatt, 28. Juni 1948, S. 2 (online bei ANNO).
15. ↑  Apostolische Pilgerreise nach Polen. Abgerufen am 30. März 2022.
16. ↑  Besuch von Papst Franziskus in Auschwitz auf der Seite der Tagesschau
17. ↑  Website der Maximilian-Kolbe-Schule in Rottweil. In: www.mks-rottweil.de. Abgerufen am 2. April 2023.
18. ↑  Erweckung der MI in der katholischen Tradition. Militia Immaculatae Switzerland, abgerufen am 22. Februar 2023.
19. ↑  Strzelecka: Maksymilian M. Kolbe. Für andere leben und sterben.
20. ↑  Impressum des SJM-Verlags (Memento vom 10. Oktober 2011 im Internet Archive)